# Marv Newland
Marv Newland (* 9. März 1947 in Oakland) ist ein US-amerikanischer Animator und Filmproduzent, der in Kanada lebt und arbeitet.

## Leben
Newland begann zunächst ein Designstudium, wechselte jedoch das Fach und studierte schließlich bis 1969 Filmregie am Art Center College of Design in Pasadena, Los Angeles County. Während seines Studiums entstanden zwei Realkurzfilme sowie als Abschlussfilm sein erster Kurzanimationsfilm Bambi Meets Godzilla, der in den Folgejahren Kultstatus erhielt.
Nach Ende seines Studiums arbeitete Newland zunächst kurzzeitig für Frank Terrys Spungbuggy Works in Los Angeles und war an der Animation von Fernsehwerbung beteiligt. Er zog bereits 1970 nach Kanada und ließ sich in Toronto nieder. Er arbeitete zunächst als freier Animator unter anderem für Cinera Productions und Crawley Films, wobei er überwiegend an Werbefilmen, aber auch Segmenten für die Sesamstraße arbeitete. Als Storyboard Artist war er 1973 für die Toonder Studios an der Trickserie Barbapapa beteiligt.
Newland ließ sich schließlich 1973 in Vancouver nieder, wo er mit Al Sens, Wayne Morris und anderen Animatoren zusammenarbeitete. Im Jahr 1975 gründete er sein eigenes Filmproduktionsstudio International Rocketship, mit dem er zunächst Werbeclips produzierte. Mit den Einnahmen des Studios finanzierte er schließlich eigene Filme, darunter Sing Beast Sing (1980), der 1981 im Wettbewerb des Festival d’Animation Annecy lief. Am Kompilations-Kurzanimationsfilm Anijam (1984), bei dem Newland die Regie und Produktion übernahm, waren 22 bekannte Animatoren beteiligt, darunter Janet Perlman, Paul Driessen und Zlatko Grgić. Jeder Animator zeichnete sein eigenes, von anderen Szenen unabhängiges Kurz-Segment um den gelben Mann auf High Heels, genannt Foska, den Newland geschaffen hatte. Anijam gewann 1984 auf dem Ottawa International Animation Festival den Publikumspreis und den Spezialpreis der Jury. Newland wiederholte das Animationsexperiment 1991 mit Pink Komkommer an dem neun Animatoren, darunter Alison Snowden und David Fine Segmente beisteuerten. Für seine Verfilmung der Comics von Gary Larson unter dem Titel Gary Larson’s Tales From the Far Side gewann Newland 1995 den Grand Prix des Festival d’Animation Annecy. Zwei Jahre später erschien mit Gary Larson’s Tales from the Far Side II eine Fortsetzung.
Newland wurde ab den 1980er-Jahren auch Produzent für andere Animatoren, darunter Dieter Mueller (The Butterfly, 1983), Dan Collins (Points, 1984; Dry Noodles, 1986; Waddles, 1988) und Danny Antonucci (Lupo the Butcher, 1987). Archivalien Newlands und des Filmstudios aus der Zeit zwischen 1969 und 2003 befinden sich seit 2008 im Besitz des Medienarchivs der University of Toronto.

## Filmografie
- 1969: Bambi Meets Godzilla
- 1978: Canada Vignettes: Bill Minert
- 1980: Sing Beast Sing
- 1984: Hooray for Sandbox Land
- 1984: Anijam
- 1988: Black Hula
- 1990: Earl’s Restaurants
- 1991: Pink Komkommer
- 1994: Duckman: Private Dick/Family Man (TV-Serie, eine Folge)
- 1994: Gary Larson’s Tales from the Far Side
- 1996: Ottawa 1996 Signal Film
- 1997: Gary Larson’s Tales from the Far Side II
- 1999: Fuv
- 2000–2001: Hausmeister Stubbs (The PJs) (TV-Serie, drei Folgen)
- 2003: Beijing Flipbook
- 2005: Tête à tête à tête
- 2009: Postalolio
- 2011: CMYK
- 2020: Katalog of Flaws
- 2020: The One-Minute Memoir

## Auszeichnungen
- 1984: Publikumspreis und Spezialpreis der Jury, Ottawa International Animation Festival, für Anijam
- 1990: Festivalpreis in der Kategorie Werbung/Filmtitel etc. (Kategorie A), Hiroshima Kokusai Animation Festival, für Earl’s Restaurants
- 1995: Grand Prix TV-Specials, Festival d’Animation Annecy, für Gary Larson’s Tales from the Far Side
- 2010: Nominierung Festivalpreis für den besten Kurzfilm, SoHo International Film Festival, für Postalolio
- 2010: Nominierung Grand Prix, Hiroshima Kokusai Animation Festival, für Postalolio
- 2012: Leo Award, Bester Regisseur einer Trickserie, für CMYK
- 2012: Ehrenpreis des Vancouver Film Critics Circle für seinen Beitrag zur Film- und Fernsehindustrie British Columbias[9]
- 2020: Nominierung Silver Award für den besten experimentellen Kurzfilm, Los Angeles Animation Festival, für Katalog of Flaws